# Stadterhebungsdenkmal
Das Stadterhebungsdenkmal ist ein anlässlich der Feier zur Stadterhebung von Wilhelm Donaubauer errichtetes Baudenkmal in der großen Kreisstadt Fürstenfeldbruck.

## Geschichte
Anlässlich der Verleihung der Stadtrechte im Herbst 1935 begann der Brucker Architekt und Künstler Wilhelm Donaubauer mit der Planung des Denkmals, das im Mai 1936 zum Volksfest enthüllt wurde. Während des Zweiten Weltkriegs wurde es von den Nationalsozialisten für Propagandazwecke missbraucht. Nach dem Untergang des „Dritten Reiches“ wurden der Reichsadler und die NS-Insignien entfernt; später wurden Tafeln angebracht, in denen die Städtepartnerschaften Fürstenfeldbrucks gelistet sind.
Das auffällige Bauwerk ist einer Burg nachempfunden. Es steht auf einer kleinen Wiese an der Schöngeisinger Straße und wurde mit der Rückseite halb in einen künstlich aufgeschütteten Hügel eingebaut.